# Ванзе (район Берлина)
Ванзе́, ранее — Ванзе́е (нем. Wannsee, произносится раздельно: «ва́н-зэ́») — район в шестом (после реформы 2001 года) административном округе Берлина Штеглиц-Целендорф. Район находится на крайнем юго-западе округа.
Большое количество озёр, расположенных в регионе, притягивает множество отдыхающих и туристов как из самого Берлина, так и из соседних регионов. Основная часть территории района представляет собой остров, сообщение с которым налажено по пяти мостам, один из которых — Глиникский. Небольшая часть этого острова административно относится к Потсдаму. В состав района Ванзе также входят микрорайон Хеккесхорн, Кругхорн, Альбрехтс-Терофен, Кольхазенбрюкк, Штайнштюккен, Пфауэнинзель и Штольпе.